# Apataniidae
Apataniidae – rodzina owadów wodnych z rzędu chruścików (Insecta: Trichoptera). Wcześniej jako podrodzina Apataniinae umieszczana była w rodzinie Limnephilidae, obecnie jako rodzina umieszczona jest w nadrodzinie Limnephiloidea.
Podrodziny:
- Apataniinae (w Polsce występuje rodzaj Apatania)
- Moropsychinae
- niepewnie i tymczasowo umieszczone rodzaje:
  - Allomyia
  - Manophylax
  - Moselyana
  - Pedomoecus

źródło informacji:
- Trichoptera World Checklist. entweb.clemson.edu. [zarchiwizowane z tego adresu (2005-02-07)].